# Beaubien
Beaubien – stacja metra w Montrealu, na linii pomarańczowa. Obsługiwana przez Société de transport de Montréal (STM). Znajduje się w dzielnicy Rosemont–La Petite-Patrie.